# Minoritätsladungsträger
Minoritätsladungsträger ist die Bezeichnung der Ladungsträgerart eines dotierten Halbleiters, welche seltener vorkommt als die Majoritätsladungsträger. Die Minoritätsladungsträger sind:
- bei p-Dotierung die Elektronen
- bei n-Dotierung die Defektelektronen (Löcher).

Sie können mittels Oberflächenphotospannung detektiert und quantifiziert werden. 

## Berechnung der Ladungsträgerdichte
| NA  | Akzeptorenkonzentration (Dotierung)          |
| ND  | Donatorenkonzentration (Dotierung)           |
| NA− | ionisierte Akzeptoratome                     |
| ND+ | ionisierte Donatoratome                      |
| ni  | Intrinsische Ladungsträgerdichte             |
| n   | Majoritätsladungsträger (bei n-Dotierung)    |
| pn  | Minoritätsladungsträger (bei n-Dotierung)    |
| p   | Majoritätsladungsträger (bei p-Dotierung)    |
| np  | Minoritätsladungsträger (bei p-Dotierung)    |
| n   | Dichte der freien Ladungsträger (Elektronen) |
| p   | Dichte der freien Ladungsträger (Löcher)     |
| mn  | effektive Masse der Elektronen               |
| mp  | effektive Masse der Löcher                   |
| WG  | Energie der Bandlücke                        |
| k   | Boltzmann-Konstante                          |
| T   | absolute Temperatur                          |
| h   | Planck-Konstante                             |
| exp | Exponentialfunktion                          |

Aus den Gleichungen für die Majoritätsladungsträger-Konzentration {\displaystyle p} bzw. {\displaystyle n} für Einfach-Dotierungen deutlich größer der Eigenleitungsdichte {\displaystyle n_{i}} des Halbleiters
- im p-Gebiet

{\displaystyle p=p_{p}\approx N_{A}^{\,-}\approx N_{A}=\mathrm {const.} } (bei Raumtemperatur)
bzw.
- im n-Gebiet

{\displaystyle n=n_{n}\approx N_{D}^{+}\approx N_{D}=\mathrm {const.} } (bei Raumtemperatur)
ergibt sich im thermodynamischen Gleichgewicht wegen
{\displaystyle {\begin{aligned}n\cdot p&=n_{i}^{2}\\&=4\cdot \left({\frac {2\cdot \pi \cdot k\cdot T}{h^{2}}}\right)^{3}\cdot (m_{n}\cdot m_{p})^{3/2}\cdot \exp \left(-{\frac {W_{G}}{k\cdot T}}\right)\end{aligned}}}
die Minoritätsladungsträgerkonzentration
- für das p-Gebiet:

{\displaystyle n_{p}\approx {\frac {n_{i}^{2}}{N_{A}}}=\mathrm {const.} \ll p_{p}}
- für das n-Gebiet

{\displaystyle p_{n}\approx {\frac {n_{i}^{2}}{N_{D}}}=\mathrm {const.} \ll n_{n}}